# Krysty Wilson-Cairns
Krysty Wilson-Cairns (Glasgow, 26 mei 1987) is een Brits scenarioschrijfster.

## Carrière
Krysty Wilson-Cairns studeerde aan de Royal Scottish Academy of Music and Drama in Glasgow en de National Film and Television School in Londen. Begin jaren 2010 schreef ze verschillende korte films. Haar grote doorbraak volgde in 2016, toen ze mocht meeschrijven aan de Britse horror- en fantasyserie Penny Dreadful.
Nadien begon Wilson-Cairns met Sam Mendes, uitvoerend producent van Penny Dreadful, en het productiebedrijf van Steven Spielberg samen te werken aan enkele filmprojecten. Zo werd ze ingeschakeld om het artikel The Voyeur's Motel (2016) van het tijdschrift The New Yorker om te vormen tot een scenario. Het project werd uiteindelijk verlaten toen bleek dat er al een documentaire over hetzelfde artikel zou gemaakt worden. Daarnaast schreef ze voor Mendes en Spielberg ook de oorlogsfilm 1917 (2019).

## Filmografie

### Film
- 1917 (2019)

### Televisie
- Penny Dreadful (2016)